# Trans7
Trans7 (dawniej TV7) – indonezyjska stacja telewizyjna należąca do przedsiębiorstwa Trans Media. Została uruchomiona w 2000 roku.